# Montierchaume
Montierchaume és un municipi francès, situat al departament de l'Indre i a la regió de Centre – Vall del Loira. L'any 2007 tenia 1.677 habitants.

## Demografia

### Població
El 2007 la població de fet de Montierchaume era de 1.677 persones. Hi havia 612 famílies, de les quals 102 eren unipersonals (45 homes vivint sols i 57 dones vivint soles), 223 parelles sense fills, 275 parelles amb fills i 12 famílies monoparentals amb fills.
La població ha evolucionat segons el següent gràfic:
Habitants censats

### Habitatges
El 2007 hi havia 684 habitatges, 637 eren l'habitatge principal de la família, 11 eren segones residències i 36 estaven desocupats. 671 eren cases i 12 eren apartaments. Dels 637 habitatges principals, 513 estaven ocupats pels seus propietaris, 116 estaven llogats i ocupats pels llogaters i 7 estaven cedits a títol gratuït; 7 tenien dues cambres, 75 en tenien tres, 207 en tenien quatre i 347 en tenien cinc o més. 539 habitatges disposaven pel capbaix d'una plaça de pàrquing. A 232 habitatges hi havia un automòbil i a 382 n'hi havia dos o més.

### Piràmide de població
La piràmide de població per edats i sexe el 2009 era:
| Homes | Edats   | Dones |
| ----- | ------- | ----- |
| 0     | 95 o +  | 4     |
| 4     | 90 a 94 | 4     |
| 8     | 85 a 89 | 8     |
| 4     | 80 a 84 | 24    |
| 16    | 75 a 79 | 12    |
| 16    | 70 a 74 | 28    |
| 12    | 65 a 69 | 12    |
| 48    | 60 a 64 | 16    |
| 56    | 55 a 59 | 56    |
| 64    | 50 a 54 | 80    |
| 88    | 45 a 49 | 68    |
| 64    | 40 a 44 | 88    |
| 84    | 35 a 39 | 64    |
| 68    | 30 a 34 | 96    |
| 36    | 25 a 29 | 40    |
| 32    | 20 a 24 | 32    |
| 64    | 15 a 19 | 68    |
| 80    | 10 a 14 | 76    |
| 88    | 5 a 9   | 72    |
| 52    | 0 a 4   | 28    |

## Economia
El 2007 la població en edat de treballar era de 1.190 persones, 866 eren actives i 324 eren inactives. De les 866 persones actives 803 estaven ocupades (430 homes i 373 dones) i 62 estaven aturades (26 homes i 36 dones). De les 324 persones inactives 127 estaven jubilades, 100 estaven estudiant i 97 estaven classificades com a «altres inactius».

### Ingressos
El 2009 a Montierchaume hi havia 659 unitats fiscals que integraven 1.685,5 persones, la mediana anual d'ingressos fiscals per persona era de 18.902 €.

### Activitats econòmiques
Dels 75 establiments que hi havia el 2007, 1 era d'una empresa extractiva, 2 d'empreses alimentàries, 3 d'empreses de fabricació de material elèctric, 1 d'una empresa de fabricació d'elements pel transport, 12 d'empreses de fabricació d'altres productes industrials, 11 d'empreses de construcció, 14 d'empreses de comerç i reparació d'automòbils, 12 d'empreses de transport, 5 d'empreses d'hostatgeria i restauració, 2 d'empreses financeres, 1 d'una empresa immobiliària, 3 d'empreses de serveis, 5 d'entitats de l'administració pública i 3 d'empreses classificades com a «altres activitats de serveis».
Dels 14 establiments de servei als particulars que hi havia el 2009, 1 era una oficina de correu, 3 tallers de reparació d'automòbils i de material agrícola, 1 fusteria, 2 lampisteries, 4 electricistes, 1 perruqueria, 1 restaurant i 1 saló de bellesa.
Dels 4 establiments comercials que hi havia el 2009, 1 era una botiga de més de 120 m², 2 fleques i 1 una fleca.
L'any 2000 a Montierchaume hi havia 22 explotacions agrícoles que ocupaven un total de 2.170 hectàrees.

## Equipaments sanitaris i escolars
L'únic equipament sanitari que hi havia el 2009 era una farmàcia.
El 2009 hi havia 1 escola maternal i 1 escola elemental.

## Poblacions més properes
El següent diagrama mostra les poblacions més properes.